# Лімонт
Лімонт − шляхетський герб італійського походження, що поширений у Литві. 

## Опис герба
Опис герба з використанням класичних правил блазонування:
У червоному полі срібний меч із золотим руків'ям, лезо між трьома срібними кулями, два над одним. Клейнод: Над шоломом у короні меч вістрям угору, між двома перами страуса. Намет: червоний, підбитий сріблом (Лімонт І) або золотом (Лімонт II).

## Найбільш ранні згадки
Герб використовується Литві з XVI століття. За Каспером Насецьким та Карлом Юлієм Островським, сім'я прибула в Литву з Флоренції.

## Роди
За словами Тадеуша Гайля герб використовувало п'ять родин: 
Лемінські (Lemiński), Лимановичі (Limanowicz), Limiński (лімінські), Лімонти (Limont або Limunt), Лінієвські (Liniewski).
Слід зазначити, що частина цих імен поєднана з гербом Лімонт за часів розділів Польщі. Це стосується, зокрема, прізвища Ліманович. Беручи до уваги численні зловживання і похибки в подібних геральдичних та родовідних свідченнях, приналежність до герба Лімонт інших родин сумнівна.